# Nederlandse kampioenschappen schaatsen afstanden 1987 - 1500 meter vrouwen
De Nederlandse kampioenschappen schaatsen afstanden 1987 - 1500 meter vrouwen worden gehouden in januari 1987 op de Vechtsebanen in Utrecht. 
Dit was de eerste editie voor vrouwen, welke werd gewonnen door Yvonne van Gennip.

## Uitslag
| #      | Schaatser            | Tijd    |
| ------ | -------------------- | ------- |
| Goud   | Yvonne van Gennip    | 2.13,23 |
| Zilver | Petra Moolhuizen     | 2.15,37 |
| Brons  | Ingrid Paul          | 2.17,55 |
| 4      | Marieke Stam         | 2.17,57 |
| 5      | Ingrid Haringa       | 2.17,60 |
| 6      | Grietje Mulder       | 2.17,60 |
| 7      | Thea Limbach         | 2.17,73 |
| 8      | Ina Steenbruggen     | 2.17,78 |
| 9      | Hanneke de Vries     | 2.17,89 |
| 10     | Boukje Keulen        | 2.19,18 |
| 11     | Henriët van der Meer | 2.19,54 |
| 12     | Erna Uitham          | 2.19,62 |
| 13     | Alida Pasveer        | 2.20,29 |
| 14     | Jolanda Grimbergen   | 2.20,89 |
| 15     | Petra Grimbergen     | 2.21,15 |
| 16     | Herma Meijer         | 2.21,98 |
| 17     | Mariska Hekkers      | 2.22,57 |
| 18     | Lisette Kansen       | 2.23,47 |
| 19     | Marga Preuter        | 2.35,35 |
| 20     | Anja Bollaart        | 2.44,01 |

1987 · 
1988 · 
1989 · 
1990 · 
1991 · 
1992 · 
1993 · 
1994 · 
1995 · 
1996 · 
1997 · 
1998 · 
1999 · 
2000 · 
2001 · 
2002 · 
2003 · 
2004 · 
2005 · 
2006 · 
2007 · 
2008 · 
2009 · 
2010 · 
2011 · 
2012 · 
2013 · 
2014 · 
2015 · 
2016 · 
2017 · 
2018 · 
2019 · 
2020 · 
2021 · 
2022 · 
2023 · 
2024 · 
2025